# Iva Rinčić
Iva Rinčić (Rijeka, 1975.) hrvatska je političarka, etičarka i sveučilišna profesorica te gradonačelnica Rijeke od 2025. godine. Od 2001. godine zaposlena je na Medicinskom fakultetu u Rijeci.

## Životopis
Rinčić je rođena u Rijeci 1975. godine. U rodnome gradu završila je 1990. godine OŠ Vladimir Gortan i 1994. Sušačku gimnaziju, nakon čega je upisala studij u Zagrebu. Od 1994. do 2000. godine studirala je sociologiju i hrvatsku kulturu na Fakultetu hrvatskih studija, a 2001. godine upisala je poslijediplomski studij Hrvatska i Europa na Fakultetu političkih znanosti. Dana 7. srpnja 2005. obranila je magistarski rad Problem bioetičke odgovornosti u genetici – praksa u Hrvatskoj i Europi, koji je mentorirao Goran Gretić, a 12. studenog 2010. obranila je doktorsku disertaciju Teorijska uporišta, postignuća i perspektive bioetičke institucionalizacije u Europskoj uniji pod mentorom Antom Čovićem na Filozofskom fakultetu u Zagrebu.
Godine 2001. zaposlila se u Gongu kao županijska koordinatorica nestranačkih promatrača na lokalnim izborima, ali i na Medicinskom fakultetu u Rijeci kao znanstvena novakinja. Godine 2009. izabrana je u zvanje asistentice, zatim više asistentice 2011. te docentice 2012. godine. Već iduće godine započela je obnašati dužnost ravnateljice Zaklade Sveučilišta u Rijeci, koju je obnašala sve do 2017., kada je izabrana u zvanje izvanredne profesorice.
U prosincu 2024. dobila je mandat predsjednice Hrvatskog bioetičkog društva kao prva žena na čelu te institucije.

## Politička karijera
Godine 2021. prvi put ulazi u politiku kao nezavisna kandidatkinja za županicu te od tada obnaša funkciju nezavisne vijećnice u Gradskome vijeću Grada Rijeke i Županijskoj skupštini Primorsko-goranske županije.
Na lokalnim izborima 2025. godine kandidirala se za gradonačelnicu Rijeke kao nezavisna kandidatkinja s potporom Akcije mladih, Unije Kvarnera, Centra, Hrvatske stranke umirovljenika, Fokusa i Alternative 101. U drugi je krug ušla protiv Marka Filipovića (Kandidati grupe birača), kojeg je pobijedila s 19 787 glasova. Njena pobjeda učinit će ju drugom gradonačelnicom u povijesti Rijeke (nakon Nede Andrić 1969. godine). Njena lista na izborima je pritom osvojila 11 mjesta u gradskom vijeću.

## Osobni život
Rinčić je udana za Amira Muzura, bivšeg gradonačelnika Opatije.